# 朱銘
朱 銘（じゅう みん、繁体字: 朱銘; 拼音: Zhū Míng、1938年1月20日 – 2023年4月22日）は、台湾の彫刻家。本名は、朱川泰。

## 生涯
1938年、日本統治時代の台湾に生まれる。1953年には李金川に弟子入りし、木彫を学び、1968年には揚英風に弟子入りし、現代彫刻を学んだ。1976年3月、台北の国立歴史博物館で初の個展を開催した。
1980年代から90年代にかけて、「太極シリーズ」と「人間シリーズ」を並行して制作した。
1999年には新北市金山に朱銘美術館が開館した。
2023年4月22日、自殺した。85歳没。

## 受賞・栄誉
- 第2回円空賞（2002年、岐阜県）[4]
- 輔仁大学名誉芸術博士（2003年）[2]
- 福岡アジア文化賞芸術・文化賞（2007年）[5]
- 行政院文化奨（2004年、中華民国行政院）[2]
- 総統文化耕耘奨（2019年）[6]